# Arnum
Arnum er en by i Sønderjylland med 486 indbyggere  (2024), beliggende 8 km sydvest for Gram, 18 km sydøst for Ribe, 11 km nordvest for Toftlund og 36 km vest for Haderslev. Byen hører til Haderslev Kommune og ligger i Region Syddanmark. I 1970-2006 hørte byen til Gram Kommune.
Byen hører til Højrup Sogn. Højrup Kirke ligger i landsbyen Højrup 2½ km sydøst for Arnum.

## Faciliteter
- Den tidligere skole er omdannet til Arnum Kultur- og Fritidscenter med børnehave, ungdomsklub, idrætshal, motionscenter, billard, mødelokaler, biograf og lokalhistorisk arkiv.
- Arnum Idrætsforening tilbyder gymnastik, volleyball, badminton, fitness, zumba og seniordans samt svømning, der foregår i Arrild Svømmehal. Byen har en park med krolfbane.
- I Arnum Forsamlingshus kan der dækkes til 120 personer i den store sal og 40 personer i den lille sal.
- Byen har købmandsforretning og frivilligt brandværn med 23 brandmænd.

## Historie

### Haderslev Amts Jernbaner
Arnum blev jernbaneknudepunkt i Haderslev Amts Jernbaners vestligste del. Strækningerne fra Haderslev til Gram og fra Haderslev til Toftlund blev i 1910 forlænget til Arnum, og strækningen Arnum-Skærbæk blev anlagt i 1911, så amtsbanerne fik forbindelse med Bramming-Tønder-banen.
Stationsbygningen er nu ombygget til forsamlingshus, mens stationsforstanderboligen på Vestergade 3 anvendes som missionshus. Remisen i Arnum er bevaret på Vinkelvej 1A. De tre vestlige amtsbanestrækninger blev nedlagt i 1937.

### Genforeningssten
I vejkrydset Kastrupvej/Kongevej står en genforeningssten, der blev afsløret på 17-års dagen for afstemningen 10. februar 1920. Efter 2. Verdenskrig blev stenen også befrielsessten ved tilføjelse af årstallet 1945.

### Stationsbyen
Det danske målebordsblad viser at stationsbyen havde fået hotel, postkontor og mejeri. Højrup Sogns Andelsmejeris bygning findes stadig på Mejerivej 2, delvist forfalden. Det tidligere hotel på Kongevej 318 er ombygget til lejligheder. Teksten "Arnum Hotel" anes stadig på gavlen over mod købmanden.
Arnum Hestemarked, der tidligere blev afholdt en gang om året, stoppede i 2015 på grund af stigende udgifter og faldende besøgstal gennem flere år.

## Arnum Rør
Arnum Rør blev etableret i 1955. Virksomheden hed dengang Arnum Teglværk og producerede især mursten og lerrør. I 1984 udvidede den sortimentet med drænslanger af plast og senere rør og fittings af plast.